# André Capart
Pour les articles homonymes, voir Capart.
André Capart, né le 15 février 1914 à Woluwe-Saint-Pierre où il est mort le 24 avril 1991, est un océanographe et explorateur belge.
Il a effectué de nombreuses missions scientifiques, entre autres, en Antarctique, dans la Méditerranée, en Afrique (1953) et en Papouasie (1948-1949).

## Biographie
Il entre en 1938 au Musée royal d'Histoire naturelle de Belgique comme aide-naturaliste dont il deviendra le directeur dans les années 1950. Docteur en sciences zoologiques (1941), il devient professeur émérite d'Océanographie à l'Université catholique de Louvain et président du Centre national de géologie houillère.
Lors de sa mission en Afrique, il explore les lacs Tanganyika, Kivu, Édouard et Albert d'un point de vue hydrobiologique.
Il épouse anthropologue Denise Jourdain, petite-fille de Louis Jourdain, le 25 août 1941 à Ohain avec qui il publiera L'Homme et les déluges en 1986.

## Publications
- 1955 : Quelques échosondages des fonds et des poissons aux environs de Monaco
- 1986 : L'homme et les déluges, avec Denise Capart, Hayez, Bruxelles[5]